# Pianeti di Dune
Di seguito la lista di pianeti immaginari dell'universo fantascientifico di Dune ideato da Frank Herbert. Nell'appendice del romanzo Dune, Herbert scrive che vi sono più di 13.300 mondi controllati dal Landsraad a seguito del Jihad Butleriano.

## Arrakis
Arrakis, (il cui nome deriva dall'arabo ar-rāqiṣ, "il danzatore", in origine il nome di Mu Draconis) in seguito Rakis (sebbene conosciuto colloquialmente come "Dune"), è il pianeta desertico patria dei Fremen (nomadi Zensunni) e, in seguito, capitale imperiale durante l'impero di Paul "Muad'Dib" Atreides. Arrakis è il terzo pianeta che orbita attorno alla stella Canopo e ha due lune.

## Bela Tegeuse
Il quinto pianeta di Kuentsing, terza tappa della migrazione forzata degli Zensunni (Fremen).

## Buzzell
Un pianeta freddo coperto quasi completamente dagli oceani con piccole isole non più grandi di una non-nave, è noto per le sue soostone, gemme iridescenti di grande valore prodotte dal carapace di alcune creature marine chiamate Cholisters. Viene utilizzato come pianeta punitivo dalle Bene Gesserit.

## Caladan
Caladan, in seguito Dan, è il terzo pianeta di Delta Pavonis e la patria della Casa Atreides. Gli Atreides hanno vissuto per 26 generazioni nell'antico Castel Caladan, che è stata la casa di Paul Atreides per 15 anni fino al trasferimento su Arrakis. La principale attività economica del pianeta sono le coltivazioni di riso pundi e di meloni paradan, coadiuvate dalla pesca e dalla produzione vinicola.

## Casa Capitolare
Il pianeta, un tempo verde e ricco di foreste è stato man mano trasformato in un nuovo Dune dalle Bene Gesserit. La Sorellanza ha terraformato il pianeta in deserto per creare un nuovo ciclo del verme delle sabbie in modo da produrre nuovamente il melange. La posizione del pianeta è tenuta segreta alle Matres Onorate dietro un muro di non-navi.

## Chusuk
Quarto pianeta di Theta Shalish, il cosiddetto "pianeta musicale" per la qualità dei suoi strumenti.

## Corrin
In Dune viene detto che la faida Atreides-Harkonnen era iniziata millenni prima quando un Atreides aveva bandito per codardia durante la Battaglia di Corrin un Harkonnen.
In Legends of Dune di Brian Herbert e Kevin J. Anderson vengono descritti gli eventi del Jihad Butleriano che culminarono nella Battaglia di Corrin. A quei tempi Corrin era il più importante dei Synchronized Worlds, la patria del leader delle macchine pensanti Omnius. La vittoria del genere umano sulle macchine pensanti avvenne su Corrin nell'anno 88 BG; per commemorare il trionfo il Viceré Faykan Butler prese il nome di Corrino, fondando la Casa Corrino che governerà l'umanità per oltre 10.000 anni.

## Ecaz
Quarto pianeta di Alpha Centauri B, Ecaz è il luogo di coltivazione di molte piante da cui si estraggono droghe, come quella di Elacca, il succo di Sapho e la Semuta.

### Influenza culturale
A Ecaz è intitolato l'Ecaz Labyrinthus su Titano.

## Gamont
Terzo pianeta di Niushe, noto per la sua cultura edonistica e le sue pratiche sessuali esotiche.

## Gansireed
Un pianeta con una città chiamata London, menzionata da Leto Atreides II in I figli di Dune.

## Giedi Primo
Giedi Primo, in seguito Gammu, è un pianeta di 36 Ophiuchi e la patria della Casa Harkonnen, nemici giurati della Casa Atreides. Un pianeta oscuro, profondamente industrializzato e caratterizzato da un governo brutale e tirannico. Verrà chiamato Gammu da Gurney Halleck.

## Ginaz
Patria dei Maestri di Spada di Ginaz e della Casa Ginaz. È un pianeta dal clima tropicale, coperto dalle acque e ricco di piccoli arcipelaghi che costituiscono le uniche terre emerse. Nel Vecchio Impero Ginaz fu l'unico pianeta a scacciare le macchine. Durante il Jihad Butleriano i mercenari di Ginaz divennero famosi per la loro abilità contro Omnius. In seguito la Casa Grumman attaccò il pianeta dopo che i Maestri cacciarono alcuni studenti della Casa.

## Grumman
Secondo pianeta di Niushe, noto per la guerra tra la Casa Moritani e la Casa Ginaz. Il famoso mercenario Jool Noret venne cresciuto qui durante il Jihad.

## Hagal
Soprannominato "il pianeta dei gioielli".. Il trono del Leone Dorato dell'Imperatore Padiscià è ricavato da un singolo blocco di quarzo di Hagal. Yvette Hagal, moglie di Elrood IX, fu un'antenata di Paul Atreides.

## Harmonthep
Un satellite di Delta Pavonis e la sesta tappa della migrazione Zensunni.

## Ix
Il nono pianeta della stella Alkaurops, chiamato così dal numero romano IX per via della sua posizione. Rinomato per la produzione di complessi apparati tecnologici che spesso rischiavano di violare i divieti del Jihad Butleriano. Patria della Casa Vernius, Ix è il principale concorrente della Casa Richese. Venne conquistato dai Tleilaxu che lo ribattezzarono Xuttuh per il periodo di dominazione, finito con la loro cacciata da parte di Leto Atreides e Rhombur Vernius.

## Junction
Quartier generale della Gilda Spaziale, il pianeta è un'immensa distesa di piste di atterraggio e di porti per la riparazione dei traslatantici della Gilda. In La rifondazione di Dune sembra che vi sia un gran numero di pianeti chiamati Junction, presumibilmente ognuno utilizzato dalla Gilda come nodo della rete di trasporto.

## Kaitain
Il pianeta capitale dell'Impero e la sede della Casa Corrino. Venne scelto come capitale dopo il disastro di Salusa Secundus.

## Kolhar
Pianeta dove fu realizzata la prima navetta in grado di sfruttare l'effetto Holtzman durante il Jihad Butleriano.

## Lampadas
Centro di addestramento delle Bene Gesserit che cadrà sotto il controllo delle Matres Onorate.

## Lankiveil
Pianeta governato dalla Casa Harkonnen. È un pianeta freddo e ventoso, dai mari ghiacciati e pieni di iceberg. Gli abitanti sono praticanti dell'antica religione Buddislamica. L'economia del pianeta è basata sul commercio delle pellicce di balena.

## Palmas
Pianeta menzionato in La rifondazione di Dune; viene distrutto dalle Matres Onorate.

## Parmentier
Originariamente uno dei Synchronized Worlds, ricolonizzato dalla League of Nobles. In seguito allo sterminio della popolazione causato da un virus prodotto dalle macchine Rayna Butler iniziò la sua personale crociata contro di esse. Il movimento anti-tecnologico che ne scaturì divenne il fanatico Culto di Serena.

## Poritrin
Il terzo pianeta di Epsilon Alangui, considerato da molti Zensunni il loro pianeta di origine. Fu la patria di Tio Holtzman, lo scopritore dell'effetto Holtzman.

## Richese
Il quarto pianeta di Eridani A, noto insieme ad Ix come creatore di tecnologie avanzate. Sotto i Duchi della Casa Richese vennero fatti notevoli progressi, soprattutto nella scienza della miniaturizzazione. Una luna artificiale ad esso orbitante, Korona, è utilizzata come laboratorio.

## Rossak
Quinto pianeta di Alces Minor, una delle tappe degli Zensunni, caratterizzato da grandi giungle ricche di rimedi farmaceutici. La "Rossak Drug", una droga usata prima dell'Acqua della vita, era originaria di questo pianeta. Fu la patria delle Streghe di Rossak, l'origine delle Bene Gesserit.

### Influenza culturale
A Rossak è intitolata la Rossak Planitia su Titano.

## Salusa Secundus
Il terzo pianeta del sistema di Gamma Waiping e patria originaria della Casa Corrino. Dopo la guerra atomica che devastò il pianeta dopo il Jihad Butleriano divenne il pianeta prigione dell'Imperatore e il luogo di addestramento dei Sardaukar. Salusa Secundus fu anche la seconda tappa degli Zensunni.

## Sikun
Un pianeta del sistema di 70 Ophiuchi.

## Synchrony
In Sandworms of Dune, Synchrony è la capitale dell'impero delle reincarnate macchine pensanti, comandate da Omnius e dal robot Erasmus.

## Tleilax
L'unico pianeta della stella Thalim, è il mondo d'origine del Bene Tleilax. La sua capitale è Bandalong.

## Tupile
Pianeta rifugio per le Case Imperiali sconfitte. La sua posizione è nota alla sola Gilda e il pianeta viene mantenuto inviolato e in pace.

## Wallach IX
Il nono pianeta di Laoujin, è il luogo in cui è insediata la Scuola Madre delle Bene Gesserit.

## Zanovar
Un mondo controllato dalla Casa Taligari. Attaccato e parzialmente distrutto dai Sardaukar dell'Imperatore Padishah Shaddam IV.